# Índia nos Jogos Olímpicos de Inverno de 2014
A Índia participou nos Jogos Olímpicos de Inverno de 2014, realizados na cidade de Sóchi, na Rússia. Orignalmente eles deveriam competir como Participantes Olímpicos Independentes (IOP) devido a suspensão da Associação Olímpica da Índia e teriam que competir de forma independentes e sob a bandeira olímpica. Contudo, em 11 de fevereiro de 2014, o Comitê Olímpico Internacional readmitiu o CON da Índia, autorizando os esquiadores Himanshu Thakur e Nadeem Iqbal a competir sobre a bandeira indiana. Apenas o luger Shiva Keshavan competiu de maneira independente.

## Retirada da suspensão
A Associação Olímpica da Índia foi suspensa pelo Comitê Olímpico Internacional devido a interferência do governo na autonomia da instituição em dezembro de 2012. Foi anunciado em 31 de dezembro de 2013 que devido a isso a Índia teria que competir sob a Bandeira Olímpica em Sóchi. As eleições para a Associação Olímpica da Índia seriam realizadas dois dias depois da cerimônia de abertura, o que não daria para suspender a punição. O COI reconheceu Narayna Ramachandran, presidente da Federação Internacional de Squash, como o novo presidente da AOI. Com isso os atletas que ainda não competiram foram autorizados a representar a bandeira indiana. Pela primeira vez na história um Comitê Olímpico foi restabelecido durante os Jogos Olímpicos.

## Desempenho

### Esqui alpino
Masculino
| Atleta          | Evento         | 1ª descida | 2ª descida | Total   | Pos. |
| --------------- | -------------- | ---------- | ---------- | ------- | ---- |
| Himanshu Thakur | Slalom gigante | 1:47.86    | 1:49.69    | 3:37.55 | 72º  |

### Esqui cross-country
Masculino
| Atleta       | Evento         | Final   | Final |
| Atleta       | Evento         | Tempo   | Pos.  |
| ------------ | -------------- | ------- | ----- |
| Nadeem Iqbal | 15 km clássico | 55:12.5 | 85º   |

### Luge
Keshavan foi o único atleta indiano a competir como IOP Participantes Olímpicos Independentes na primeira semana dos Jogos.
Masculino
| Atleta         | Evento     | Final      | Final      | Final      | Final      | Final    | Final |
| Atleta         | Evento     | 1ª corrida | 2ª corrida | 3ª corrida | 4ª corrida | Total    | Pos.  |
| -------------- | ---------- | ---------- | ---------- | ---------- | ---------- | -------- | ----- |
| Shiva Keshavan | Individual | 53.905     | 55.203     | 54.706     | 53.335     | 3:37.149 | 37º   |

Legenda
| Recorde mundial      | Recorde mundial (World record)               |                       | Recorde africano                      | Recorde africano (African) |                                           | Q | Classificado por posição (Qualified) |
| Recorde olímpico     | Recorde olímpico (Olympic record)            | Recorde da América    | Recorde da América (Americas)         | q                          | Classificado por melhor tempo (Qualified) |   |                                      |
| Melhor marca do ano  | Melhor marca do ano (World leading)          | Recorde asiático      | Recorde asiático (Asian)              | DNS                        | Não largou (Did not start)                |   |                                      |
| Recorde nacional     | Recorde nacional (National record)           | Recorde europeu       | Recorde europeu (European)            | DNF                        | Não terminou (Did not finish)             |   |                                      |
| Recorde pessoal      | Recorde pessoal do atleta (Personal best)    | Recorde da Oceania    | Recorde da Oceania (Oceania)          | DSQ / DQ                   | Desclassificado (Disqualified)            |   |                                      |
| Recorde da temporada | Recorde da temporada do atleta (Season best) | Recorde sul-americano | Recorde sul-americano (South America) | NM                         | Sem marca (No mark)                       |   |                                      |